# Befriernes borgerkrig
Befriernes borgerkrig (43-42 f.Kr.), eller Liberatorernes borgerkrig, blev startet af det Andet Triumvirat for at hævne Julius Cæsars mord. Borgerkrigen blev udkæmpet mellem styrker ledet af Marcus Antonius og Octavian (det Andet Triumvirat eller triumvirerne) mod styrker ledet af Marcus Junius Brutus og Gajus Cassius Longinus (Cæsars mordere også omtalt befrierne eller liberatorerne). De sidstnævnte blev besejret af triumvirerne i forbindelse med Slaget ved Filippi i oktober 42 f.Kr., hvor de begik selvmord. Brutus begik selvmord efter anden del af slaget.